# Май (ефіопська літера)

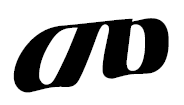

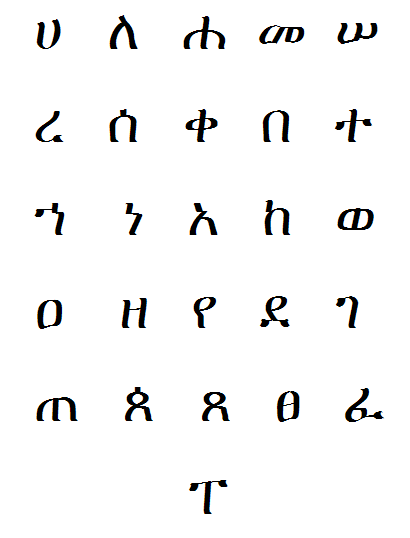

Май (амх. ማይ) — четверта літера ефіопської абетки, позначає губно-губний носовий приголосний /m/.
- መ — ме
- ሙ — му
- ሚ  — мі
- ማ — ма
- ሜ  — ме
- ም  — ми (м)
- ሞ  — мо
- ሟ  — мва (в амхарській)
- ፙ  — м'я (в амхарській)